# Touget
Touget är en kommun i departementet Gers i regionen Occitanien i sydvästra Frankrike. Kommunen ligger i kantonen Cologne som tillhör arrondissementet Auch. År 2022 hade Touget 501 invånare.

## Befolkningsutveckling
Antalet invånare i kommunen Touget
Referens:INSEE